# Leobardo López
Leobardo López est un footballeur mexicain né le 4 septembre 1983 à Cortijo Viejo. Il évolue au poste de défenseur avec le Tiburones Rojos Veracruz.

## Carrière
- 2003-2004 :  Unión de Curtidores
- 2004-2005 :  FC León
- 2005 :  Indios de Ciudad Juárez
- 2005-2012 :  CF Pachuca
- 2012-201. :  CF Monterrey[2]

## Palmarès
- Vainqueur de la Ligue des champions de la CONCACAF en 2007, 2008 et 2010 avec le CF Pachuca
- Vainqueur de la Copa Sudamericana en 2006 avec le CF Pachuca
- Vainqueur de la SuperLiga en 2007  avec le CF Pachuca
- Champion du Mexique en 2006 et 2007 avec le CF Pachuca